# Крещение Болгарии

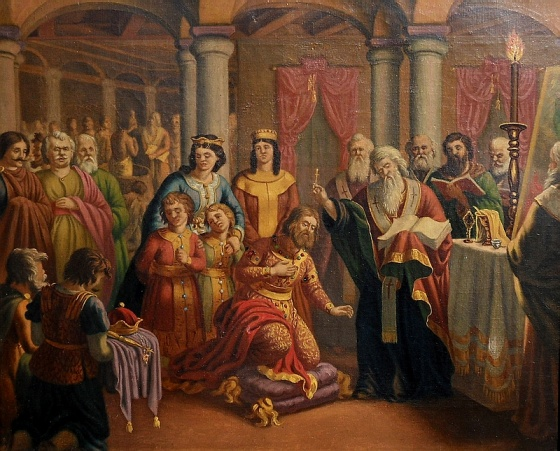
Крещение Преславского двора, Н. Павлович, XIX век

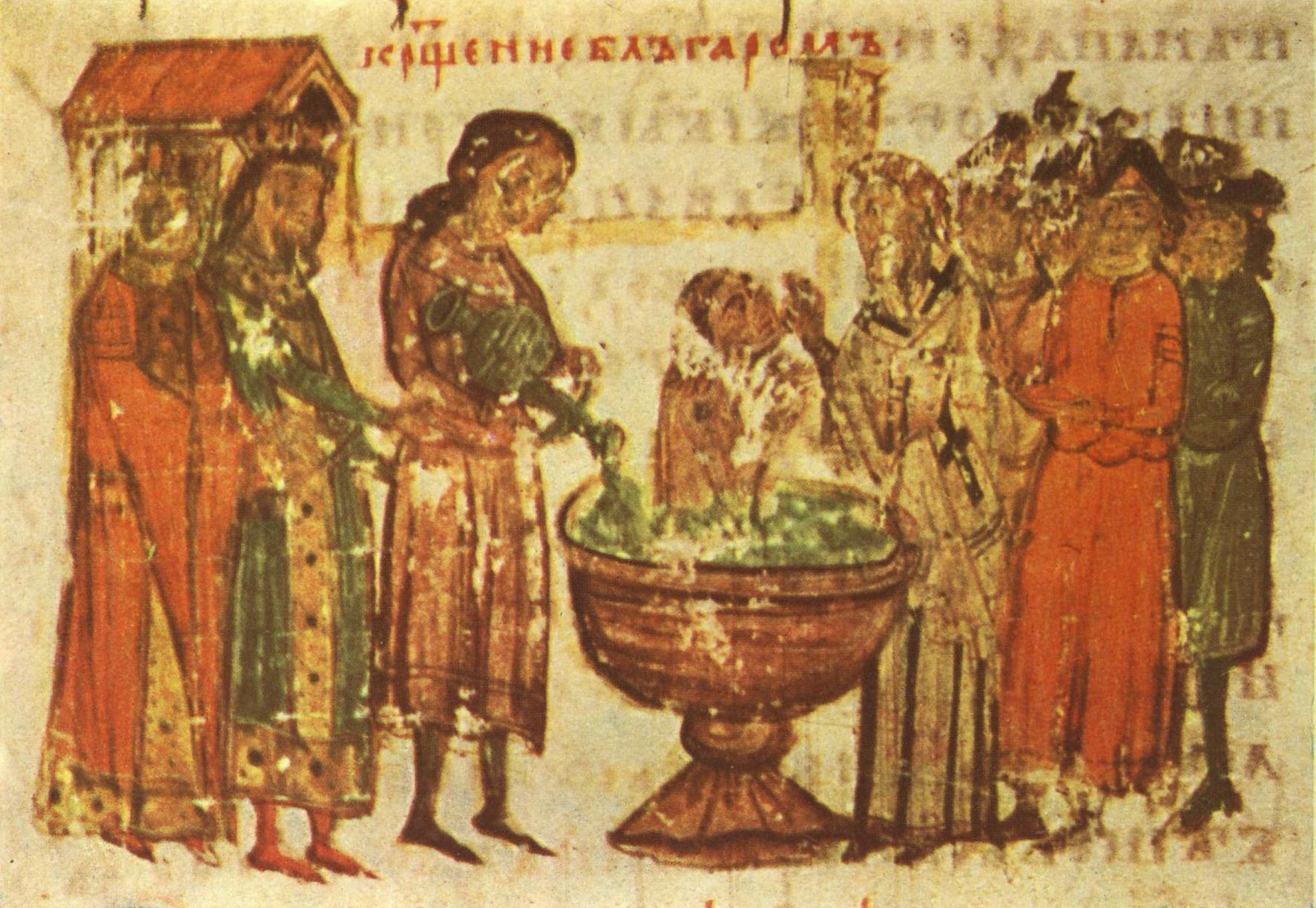
«Крещение болгаром». Миниатюра из среднеболгарский перевод летописи Константина Манассии (Ватиканская рукопись, ХІV в.)

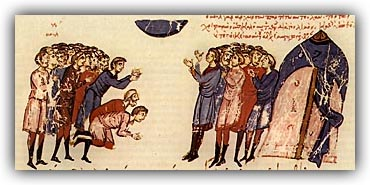
Болгары молятся Богу, чтобы голод ушёл

Крещение Болгарии (болг. Покръстване на България) — процесс распространения христианства в Болгарии, который был инициирован в 864 году.
Болгарская держава образовалась в 681 году на северной границе христианской Византийской империи. Основным населением нового государства стали кочевые болгары, вовлечённые в процесс феодализации, и славяне. Для интеграции общества необходима была идеология унификации. Инициатором крещения стал болгарский князь Борис, принявший имя Михаил. Непосредственным поводом крещения стал голод 863 года, за которым последовало вторжение византийской армии Варды. Условием помощи стало крещение знати, которое осуществил патриарх Фотий. Тем не менее, кочевая аристократия подняла антихристианский мятеж, но потерпела поражение. Князь Борис казнил членов 52 семейств. В числе казнённых был его сын. Князь Борис стал всячески способствовать миссии Кирилла и Мефодия по просвещению славян. В Болгарии была введена кириллическая письменность, началось строительство христианских церквей. Одним из первых значительных святых стал Климент Охридский.

## Значение
Русский историк В. Н. Татищев рассматривал крещение Болгарии в контексте общего распространения христианства среди славян. Становление Болгарии христианской страной повлияло на крещение Руси в 988 году.